# Velký Karlov
Velký Karlov település Csehországban, a Znojmói járásban. Velký Karlov Dyjákovice, Hevlín, Hrádek, Božice és Šanov településekkel határos. Lakosainak száma 423 fő (2024. január 1.).

## Népesség
A település lakosságának változását az alábbi diagram mutatja:
| Lakosok száma | 315  | 492  | 474  | 408  | 416  | 404  | 386  | 377  | 405  | 423  |
|               | 1961 | 1980 | 1991 | 2011 | 2016 | 2017 | 2019 | 2021 | 2022 | 2024 |